# Cry Freedom
Cry Freedom er en britisk-amerikansk film fra 1987 instrueret og produceret af Richard Attenborough og er baseret på begivenhederne i Sydafrika i slutningen af 1970'erne under apartheid. Filmen har Kevin Kline og Denzel Washington i hovedrollerne. Washington blev nomineret til en Oscar for bedste mandlige birolle.

## Medvirkende
- Steve Biko – Denzel Washington
- Donald Woods – Kevin Kline
- Wendy Woods – Penelope Wilton
- Jimmy Kruger – John Thaw
- Charles Jenkins – Robert Jones
- Bruce Haigh – John Hargreaves
- Statsanklager – Ian Richardson
- Mamphela Ramphele – Josette Simon
- Ntsiki Biko – Juanita Waterman

## Ekstern henvisning
- Cry Freedom på Internet Movie Database (engelsk)
- Cry Freedom på Filmdatabasen
- Cry Freedom på Scope
- Cry Freedom i Svensk Filmdatabas (svensk)
- Cry Freedom på AlloCiné (fransk)
- Cry Freedom på MovieMeter (nederlandsk)
- Cry Freedom på AllMovie (engelsk)
- Cry Freedoms profil hos Encyclopædia Britannica Online (engelsk)
- Cry Freedom på Turner Classic Movies (engelsk)
- Cry Freedom på The Movie Database (engelsk)